# 양산 불광사 관음경
양산 불광사 관음경(梁山 佛光寺 觀音經)은 대한민국 경상남도 양산시 하북면 불광사에 있는 불경이다. 2016년 2월 4일 경상남도의 유형문화재 제595호로 지정되었다.

## 개요
본 조사 자료는 ｢성관자재구수육자선정(聖觀自在求修六字禪定)｣과 「불정심관세음보살대다라니경(佛頂心觀世音菩薩大陀羅尼經)」의 두 경전이 합철(合綴)되어 있는 것이 그 특징이다. 1책의 목판본(木板本)으로 그 표지서명(表紙書名)은 ‘관음경(觀音經)’으로 확인된다.
권수제(卷首題)는 ‘성관자재구수육자선정’(聖觀自在求修六字禪定)이며, 판심제(版心題)는 ‘육자경(六字經)’으로 확인된다. 제책(製冊)의 형태는 오침안선장본(五針眼線裝本)으로 되어 있다. 판식(版式)은 사주단변(四周單變)에, 반곽(半郭)의 크기는 세로16.1cm에 가로11.0cm이며, 계선이 있고(有界), 7행(行) 15자(字)로 배열되어 있다.
｢성관자재구수육자선정(聖觀自在求修六字禪定)｣은 “옴 마니 반메 훔을 지송하다 보면 번뇌⋅망상에 가려 있던 본래심이 드러나는데, 본래심은 자비심으로 그동안 나만을 위해 살아왔던 생활을 뉘우치고 남의 괴로움을 통해 내가 즐거웠음을 자각하여 남을 이롭게 하는 것으로 자신을 이롭게 한다.”는 내용을 담고 있는 경전이다. ｢성관자재구수육자선정｣의 판본은 1560년 언해본인 ‘肅川府館北版’과 1567년판, 1568년 鷲岩寺版, 1621년 伽倻寺版, 懸吐本인 1908년판 등 도합 5종으로 확인된다. 이들 판본 중에서 ‘六字觀念圖’가 있는 판본은 1568년 취암사판(鷲岩寺版)과 번각본(飜刻本)인 1621년 伽倻寺版의 권수에 삽입되어 있다.
｢불정심다라니경(佛頂心陁羅尼經)｣은 13세기 초에 간행된 고려시대 판본을 비롯하여 조선시대 판본 10여종이 전해지고 있다. 그 중 대표적인 판본으로는 1485년 왕실에서 발원한 판본과 乙亥字로 인출한 諺解本이 확인된다.
본 조사 자료(本書)는 ｢聖觀自在求修六字禪定｣과 ｢佛頂心陁羅尼經｣을 합철(合綴)한 1책으로, 권말에 ‘1576년’이라는 명확한 간행 기록(刊記)을 알 수 있고, 시주자에 대한 내용도 확인된다. 본문의 인출 및 보관상태가 양호한 책이다.
이 책은 귀중본(貴重本)의 기준이 되는 임진왜란(1592) 이전에 간행된 것이며, 자료의 인출(印出) 및 보존 형태나 인쇄상태 등이 유일(唯一)한 사례를 보이고 있다.

## 참고 자료
- 양산 불광사 관음경 - 국가유산청 국가유산포털